# Oxynoidae
Famille
Les Oxynoidae sont une famille de mollusques marins hétérobranches appartenant à la super-famille des Oxynooidea (ordre des sacoglosses). 

## Liste des genres
Selon World Register of Marine Species (7 août 2024) :
- genre Lobiger Krohn, 1847 -- 5 espèces
- genre Oxynoe Rafinesque, 1814 -- 10 espèces
- genre Roburnella Ev. Marcus, 1982 -- 1 espèce

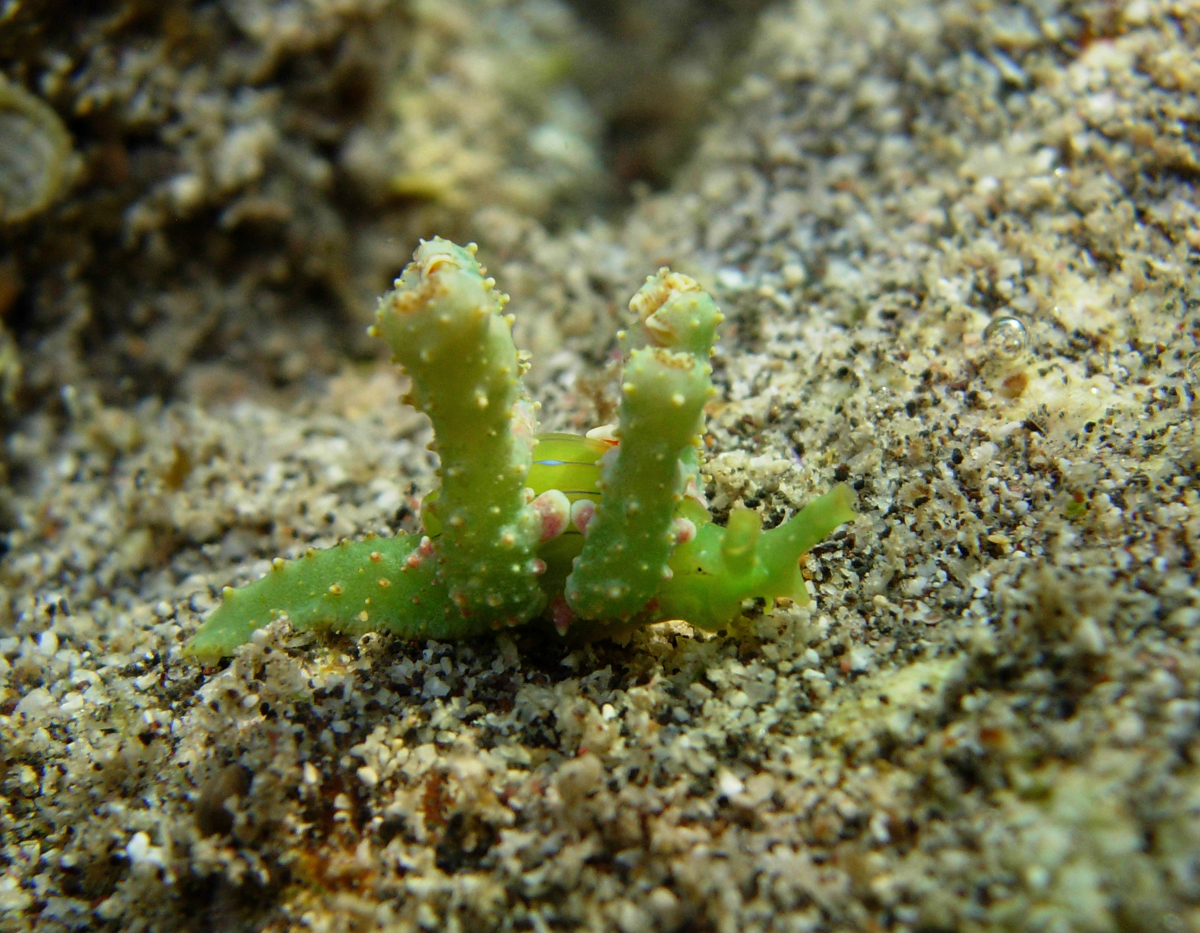
Lobiger souverbii
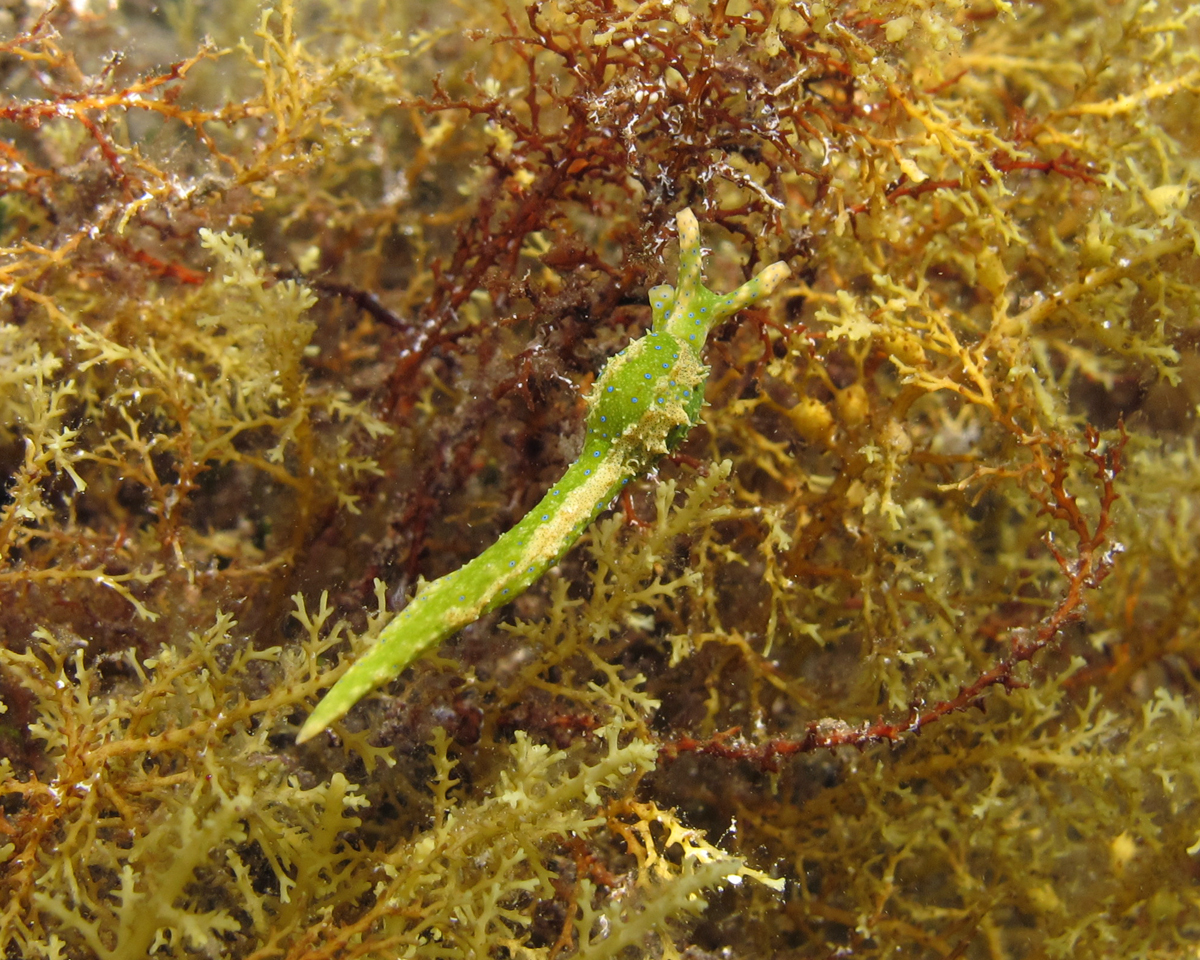
Oxynoe viridis